# Golconda (Illinois)
Golconda je grad u američkoj saveznoj državi Ilinois. Prema popisu stanovništva iz 2010. u njemu je živjelo 668 stanovnika.